# سالاد سیب‌زمینی شیرین
سالاد سیب زمینی شیرین (عربی: سلطة البطاطا الحلوة یک سالاد عربی است که معمولاً از سیب زمینی شیرین، پیاز، روغن زیتون، سیر له شده، نمک، فلفل آسیاب شده، زنجبیل رنده شده، فلفل سیاه، چوب دارچین، کشمش، گشنیز، شکر آسیاب شده و آب درست می‌شود. در جهان عرب، به ویژه در مغرب و همچنین در شام، به ویژه در لبنان، بسیار محبوب است.